# Лімфаденіт
Лімфадені́т (лат. lymphadenitis) — запалення лімфатичних вузлів, яке спричинюють стафілококи, стрептококи та інші збудники, що поширюються лімфатичними шляхами з розташованих поблизу вогнищ запалення. Не запальне збільшення лімфатичних вузлів називається лімфоаденопатія.

## Лімфатичні вузли
Лімфатичні вузли зазвичай мають розмір від кількох міліметрів до 2 см. Вони розподіляються скупченнями по ходу лімфатичних судин, розташованих по всьому тілу. Основною функцією лімфатичних вузлів є фільтрація мікроорганізмів і незвичних клітин, які зібралися в лімфатичній рідині.
Збільшення лімфатичних вузлів є загальною ознакою різних захворювань і може служити підґрунтям для подальшого фізикального обстеження хвороб ретикулоендотеліальної системи або регіонарної інфекції.
Більшість дітей у перебігу ГРВІ мають невеликі шийні, пахвові та пахові лімфатичні вузли. Рідше зустрічається збільшення потиличних або позавушних вузлів. Рідше пальпуються надключичні, епітрохлеарні та підколінні лімфатичні вузли. Збільшені середостінні та черевні вузли пропальпувати неможливо.
Детальніші відомості з цієї теми ви можете знайти в статті Лімфатичний вузол.

## Класифікація
Лімфаденіт може уражати один вузол або групу вузлів (регіональна аденопатія) і може бути одностороннім або ж двостороннім. Початок і перебіг лімфаденіту може бути
- гострим,
- підгострим,
- хронічним.

за характером ураження:
- гострі — серозні, гнійні;
- хронічні — гнійні (деструктивні), гіперпластичні.

за локалізацією:
- ізольований;
- регіонарний (груповий);
- поширений;
- генералізований.

за морфологічною структурою лімфовузла при хронічному лімфаденіті:
- гіперпластичний (фолікулярний);
- десквамативний (синусний);
- змішаний (гіперпластично-десквамативний);
- продуктивний (васкулярний).

## Клінічні прояви
Виникає біль або чутливість в області запаленого лімфатичного вузла, набряк, іноді почервоніння шкіри. При пальпації визначаються збільшені, овальні, болючі вузли, поодинокі або цілі групи. При рано розпочатому лікуванні та ліквідації основного вогнища процес має зворотний розвиток.
У тяжчих випадках з'являються ознаки загальної інтоксикації: підвищення температури, гарячка, тяжкий загальний стан, а місцево утворюється абсцес або флегмона.
Шийний лімфаденіт може призвести до ригідності шиї та кривошиї. Преаурикулярна аденопатія пов'язана з кількома формами кон'юнктивіту, включаючи однокамерний гранулематозний кон'юнктивіт (хвороба котячих подряпин, хламідійний кон'юнктивіт, лістеріоз, туляремія або туберкульоз), глоткова кон'юнктивальна гарячка аденовірусної природи та інфекція кератовірусу 8. Запалення ретрофарингеального вузла може спричинити дисфагію або задишку. Медіастинальний лімфаденіт може спричинити кашель, задишку, стридор, дисфагію, плевральний випіт чи венозний застій. Внутрішньочеревний лімфаденіт може проявлятися болем у животі. Ураження клубових лімфатичних вузлів може дати біль у животі та кульгання.
При фізикальному обстеженні звертають увагу на:
- Розташування — залежить від основної причини
- Кількість — поодинокі, локальні групи (регіональні) або генералізовані (тобто кілька регіонів)
- Розмір/форма — правильної чи неправильної форми
- Консистенція — розм'якшена, тверда, еластична, непостійна, є підвищення температури вузла

## Ускладнення
Можуть виникнути такі ускладнення:
- Целюліт
- Нагноєння
- Тромбоз внутрішньої яремної вени
- Септичні емболічні явища
- Розрив сонної артерії
- Медіастинальний абсцес
- Гнійний перикардит

## Діагностика
Для діагностики переважно використовують фізикальне обстеження. Лімфаденіт розпізнають за рядом характерних проявів:
- лімфовузол збільшений;
- шкіра над ним почервоніла;
- місце запалення тепліше, ніж навколишня шкіра;
- пальпація часто є болісною.

Також (наприклад, у сумнівних чи суперечливих ситуаціях), виконують діагностичну пункційну біопсію (чи інші види біопсії). При отриманні гною проводиться його бактеріологічний посів.

## Лікування
У пацієнтів із лімфаденітом лікування залежить від збудника і може включати вичікувальне лікування, антимікробну терапію, хірургічне втручання. Вичікувальну терапію застосовують, коли лімфатичні вузли менші за 3 см, без еритеми, які є еластичними, і присутні протягом 2 тижнів або менше. Антибіотики повинні бути спрямовані на поширені інфекційні причини лімфаденіту, включаючи S. aureus і Streptococcus pyogenes. У зв'язку з дедалі більшою поширеністю метицилін-резистентного S. aureus, необхідно розглянути можливість емпіричної терапії кліндаміцином. Триметоприм-сульфаметоксазол часто ефективний при ураженні метицілін-резистентним стафілококом.
При ознаках гнійного розплавлення запаленого вузла або розвитку флегмони необхідна операція — розтин із наступним лікуванням як при абсцесі.